# Machaerium viridipetalum
Machaerium viridipetalum är en ärtväxtart som beskrevs av Adolpho Ducke. Machaerium viridipetalum ingår i släktet Machaerium och familjen ärtväxter. Inga underarter finns listade i Catalogue of Life.